# Stoomtrein der Drie Valleien

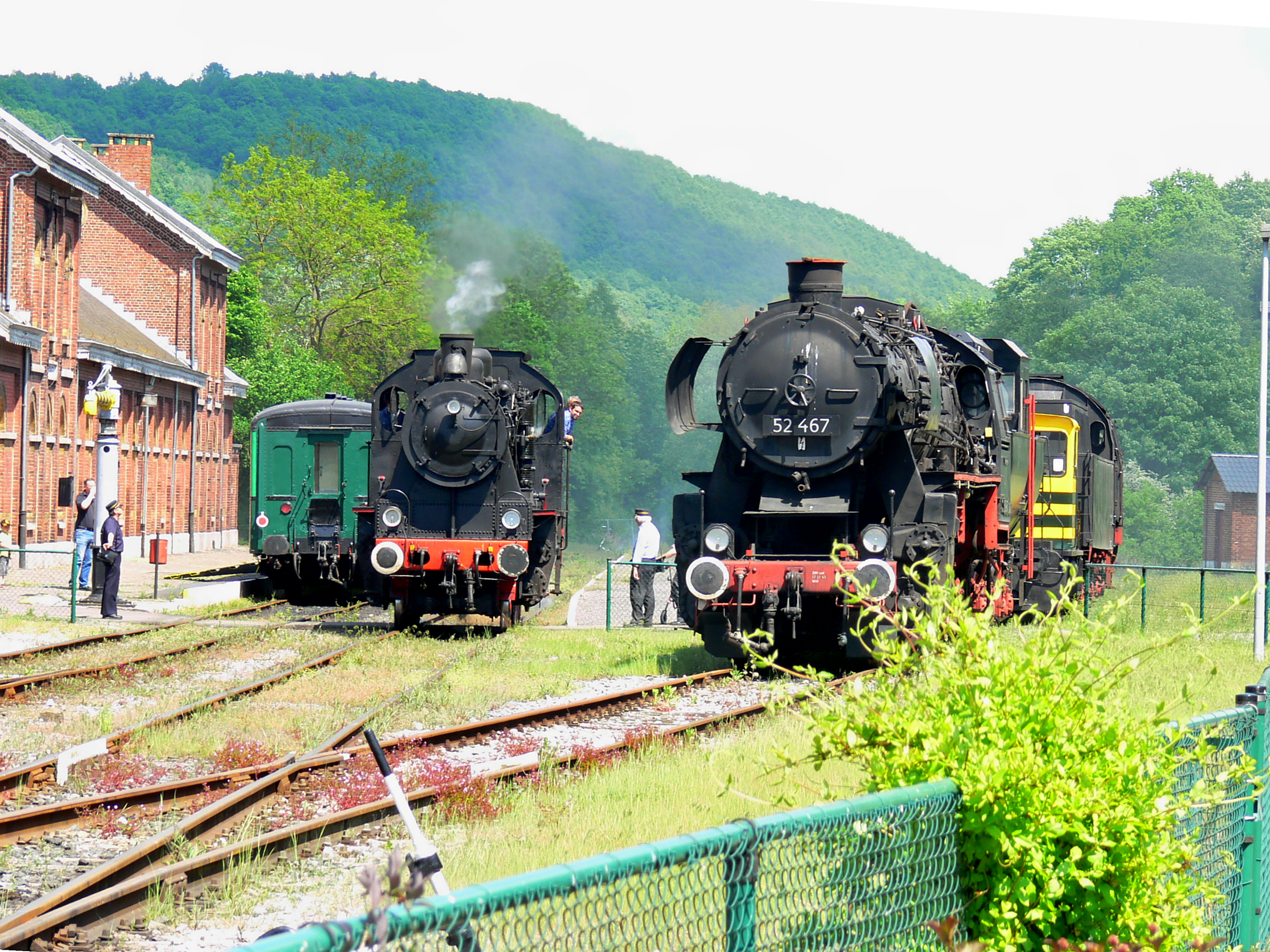

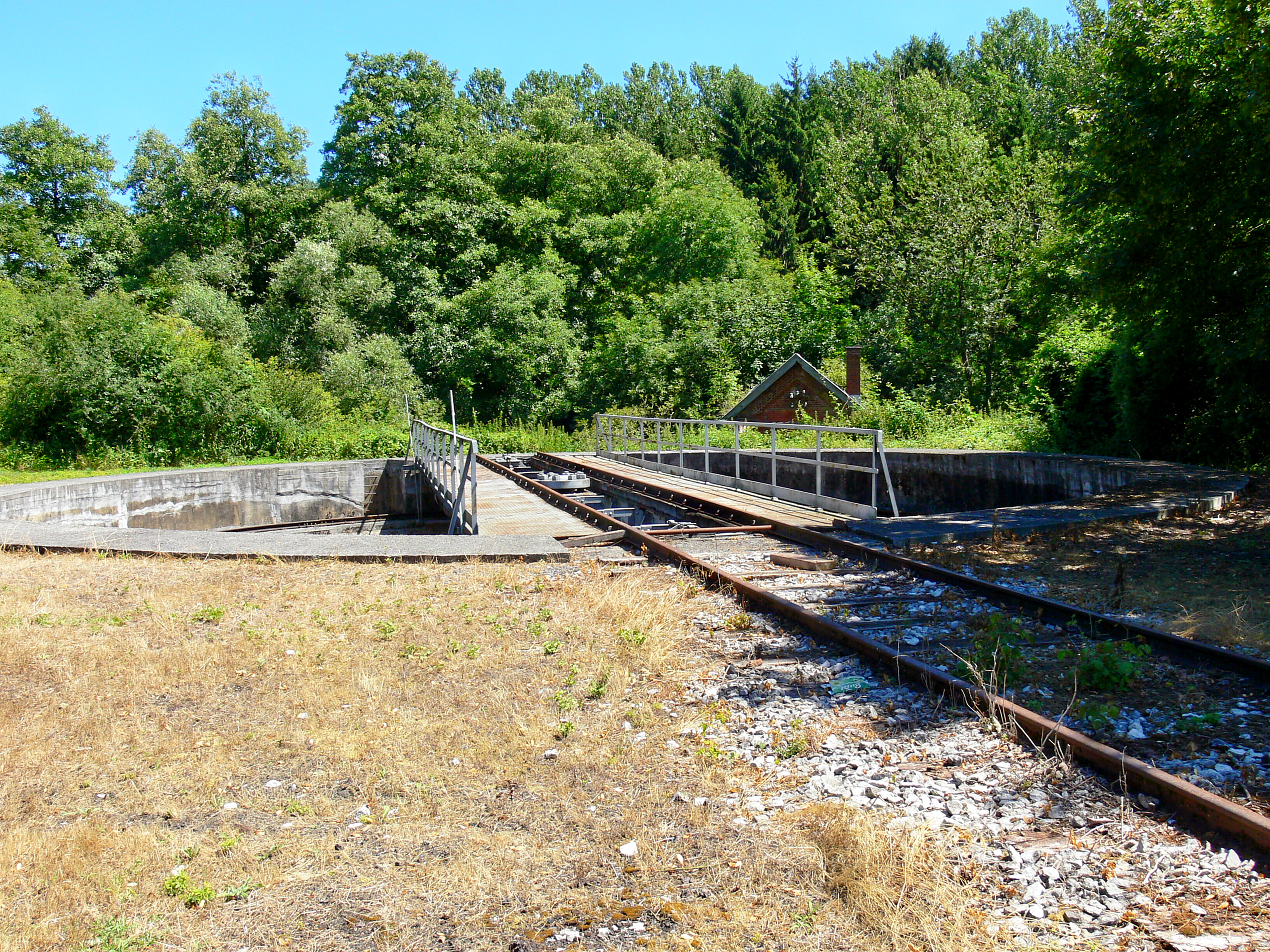

De  Stoomtrein der Drie Valleien, (Frans: Chemins de Fer à Vapeur des 3 Vallées) (CFV3V) is een toeristische spoorweg in de Belgische provincie Namen. Ze maakt gebruik van een sectie van de voormalige spoorlijn 132 tussen Mariembourg en Treignes. De spoorlijn wordt uitgebaat door vrijwilligers in een vzw. Deze vzw is opgericht op 20 december 1973. De CFV3V is in bedrijf sinds 1976.
Tussen 1990 en 2000 heeft de CFV3V ook de lijn Dinant - Givet (spoorlijn 154) geëxploiteerd.
In het verleden werd tijdens speciale stoomweekenden ook op een derde spoorlijn gereden: Mariembourg - Chimay (spoorlijn 156). In 1999 is deze lijn echter buiten dienst gesteld wegens de slechte staat van het spoor, later werd ze opgebroken.
De trein tussen Mariembourg en Treignes rijdt vanaf het eerste weekend van april tot het eerste van november elk weekend en op feestdagen en verlengde weekends.. In juli en augustus rijden de treinen ook op verschillende weekdagen (zie dienstregeling). De exploitatie is zowel met stoomtreinen als met motorwagens. Jaarlijks zijn er speciale rijdagen.

## Gebouwen
Het CFV3V station bevindt zich op 10 minuten wandelafstand van het NMBS station Mariembourg. Er is een ontvangsthal/kantine en een historische locomotievenloods in een rotondevorm met vijf sporen waar veel spoormaterieel te bezichtigen is. Het stationsterrein telt zes doorgaande sporen, waarvan twee perronsporen, langs het noord-westen is er een verbindingsspoor met het NMBS-Infrabel net. Op het stationsterrein zijn alle voorzieningen voor stoomlocomotieven aanwezig zoals een kolenlaadplaats en waterbevoorading. Er staat ook een oude watertoren.
Aan de andere kant van het terrein begint de 14 km lange CFV3V-spoorlijn naar Treignes. Op deze lijn liggen drie stopplaatsen Nismes, Olloy-sur-Viroin en Vierves. De lijn loopt door natuur met veel bossen en riviertjes er zijn veel bruggetjes en een 485 m lange tunnel op de lijn.
Op het eindpunt station Treignes is er opnieuw een groot stationsterrein. Het vroegere grensspoorwegstation Treignes heeft drie perronsporen en de enige nog werkende draaischijf in België.
Aan de overzijde van het station is het CFV3V Spoorwegmuseum waar het niet in dienst zijnde spoorwegmaterieel getoond wordt samen met enkele stoomlocomotieven van de NMBS zoals type 1, type 7, type 16 en type 53. Er staan ook enkele oude elektrische locomotieven van de NMBS. Verder is er een cafetaria en een kleine souvenirwinkel. Voorbij de draaischijf loopt de lijn dood in het struikgewas. Dit is enkele honderden meters van de Franse grens, in Frankrijk is de lijn opgebroken.

## Materieel
De CFV3V heeft negentien stoomlocomotieven, waarvan 3 in rijvaardige staat en twee in restauratie tot rijvaardige staat. Daarnaast zijn er nog eens 8 stoomlocs die wachten op een volledige restauratie. De overige staan in het museum te Treignes.
Verder bestaat het tractiematerieel uit:
- 20 diesellocomotieven, waarvan 11 in dienst, 1 in restauratie naar bedrijfstoestand, 8 die buiten dienst zijn. Een aantal staan afwisselt in het museum te Treignes.
- 11 motorwagens, waarvan 5 rijvaardig en twee in restauratie naar bedrijfstoestand. Een aantal staan in het museum te Treignes. Eén staat te koop.
- Drie elektrische locomotieven, een Franse krokodil, ook wel strijkijzer genoemd, een grote zware goederenlocomotief, de 2005, uit de NMBS reeks HLE20 en de 2160 de laatste in België ontworpen en gebouwde locomotief uit de NMBS reeks HLE21 .

De CFV3V bezit meer dan 30 personenrijtuigen met deze rijtuigen kan men verschillende historische treinen samenstellen:
- Een stoomlocomotief met vier GCI-rijtuigen (een vijfde rijtuig is in restauratie en een zesde wacht op restauratie)
- Een stoomlocomotief met twee Pruisische rijtuigen (een derde rijtuig is in restauratie)
- Een stoom- of diesellocomotief met vier L-rijtuigen en één N-rijtuig (een tweede N-rijtuig is in restauratie)
- Een stoom- of diesellocomotief met zeven K3-rijtuigen

Voorts bezit de CFV3V een dertigtal goederenwagons waarmee men verschillende historische goederen treinen kan samenstellen.

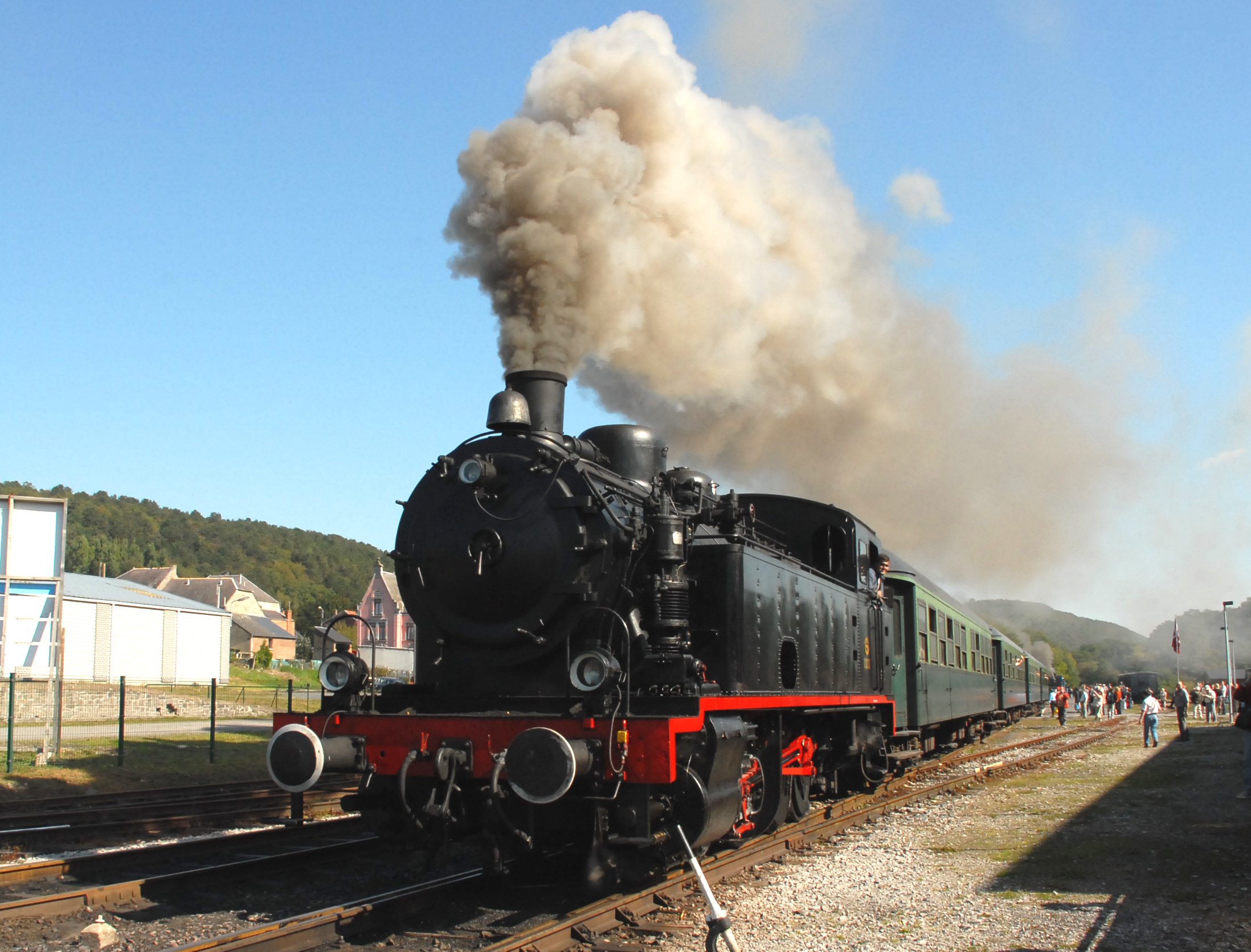
CFV3V-NE 61-III

## Tv-reeksen
De spoorlijn wordt vaak gebruikt door tv-makers voor films en series. Enkele voorbeelden hiervan zijn:
- De Elfenheuvel (voornamelijk op station Treignes) (2012)
- Daens (voornamelijk op station Treignes) (1993)
- Le lac noir (voornamelijk station Treignes) (1983)
- Le président et la garde barrière (verschillende plaatsen langs de spoorlijn) (1994)

## Galerij

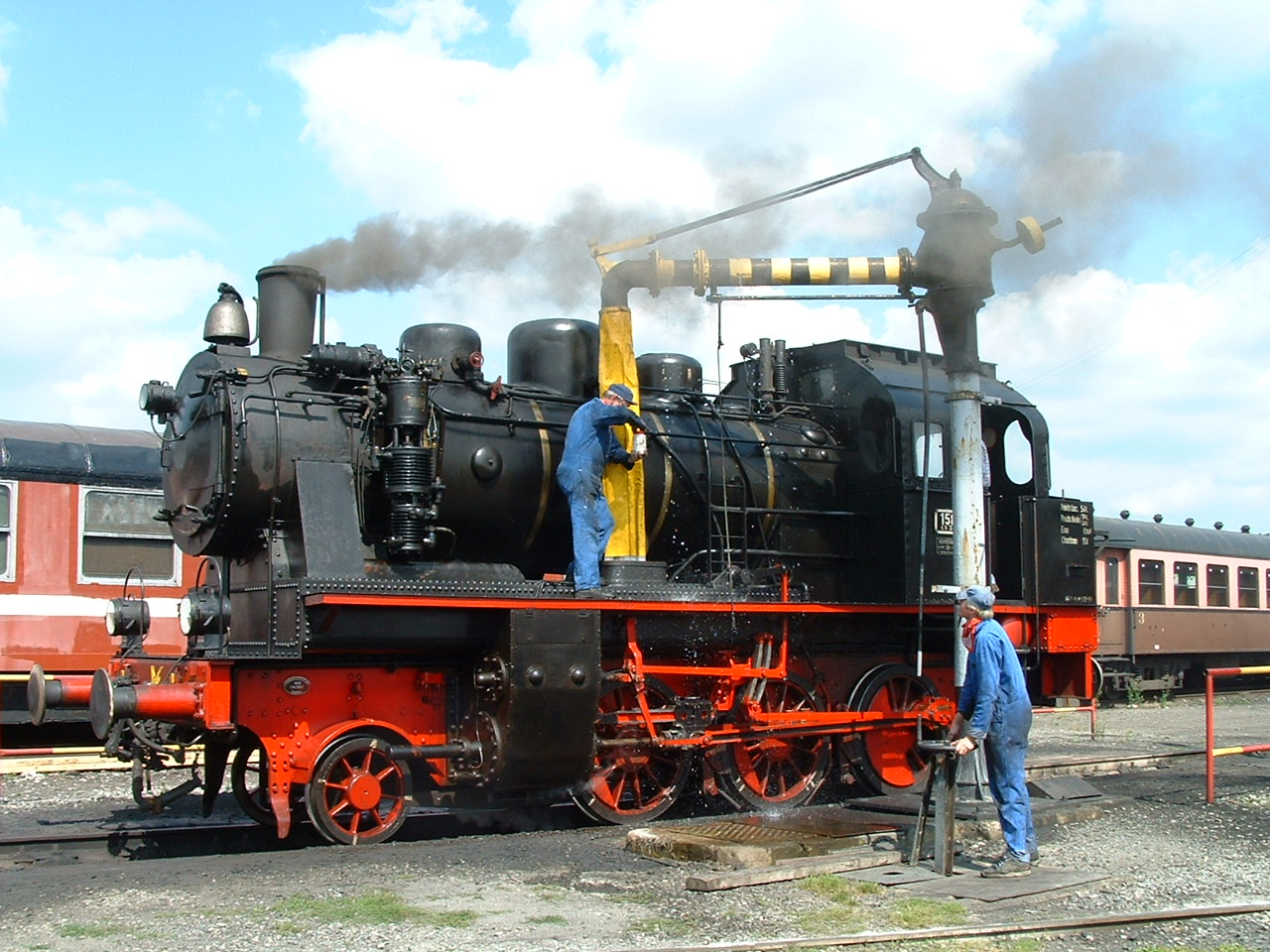
Een stoomloc die voorzien wordt van water bij de stelplaats van Mariembourg.
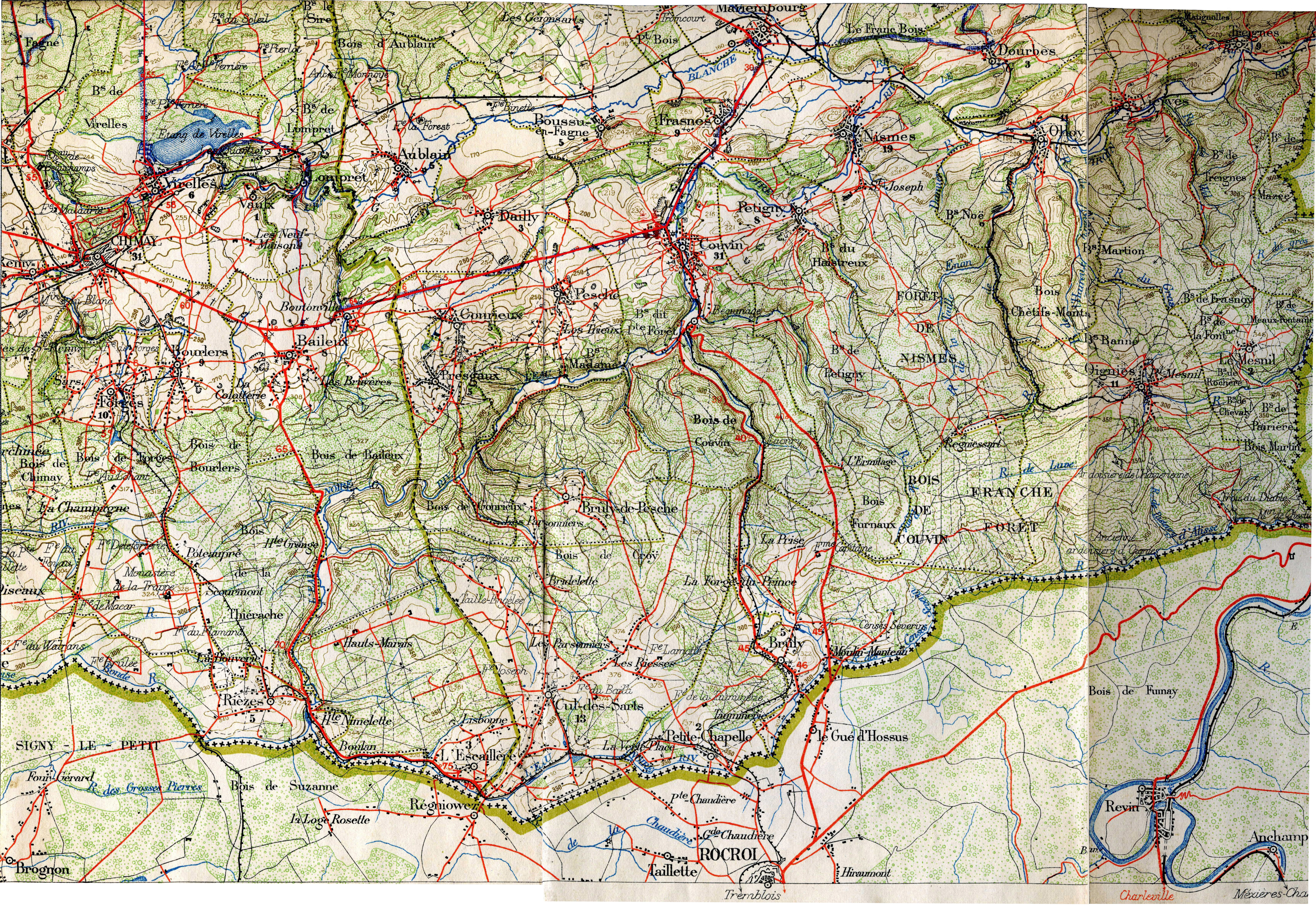
Een militaire stafkaart van 1933 die de spoor en buurtspoorwegen in de omgeving van Mariembourg toont. (rechterbovenhoek voor de huidige CFV3V)
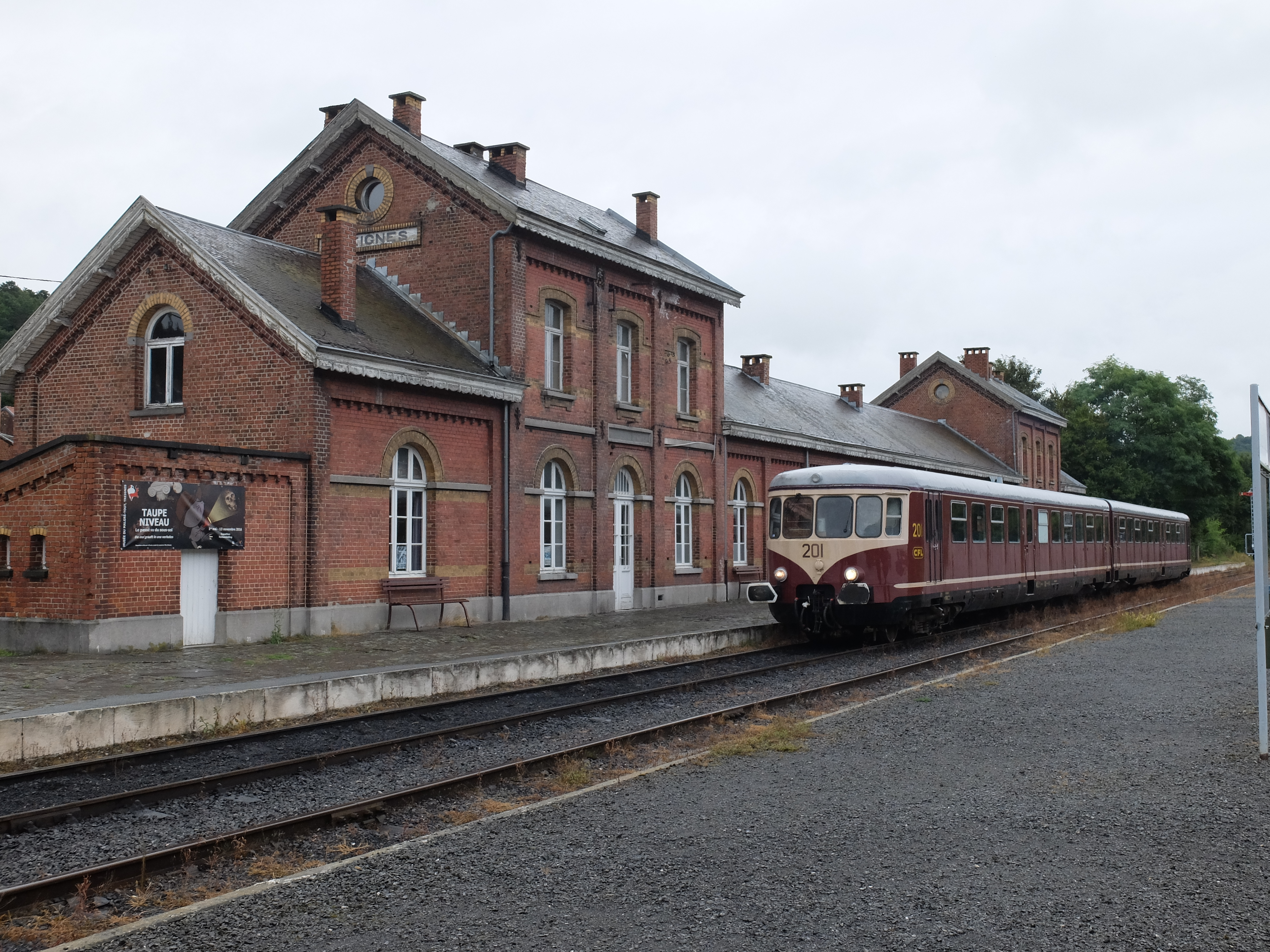
CFL 201-211 Treignes
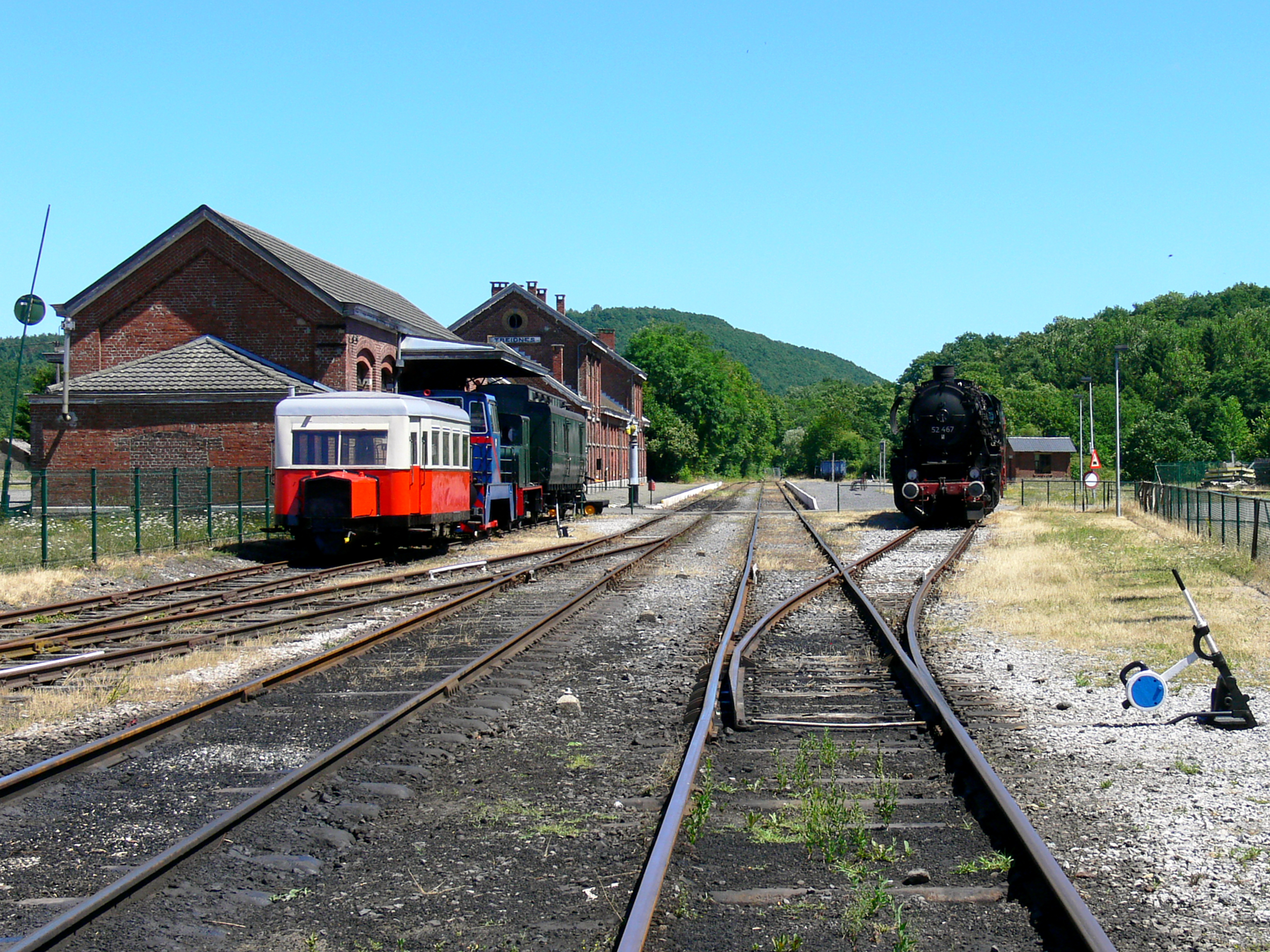
CFV3V-station Treignes
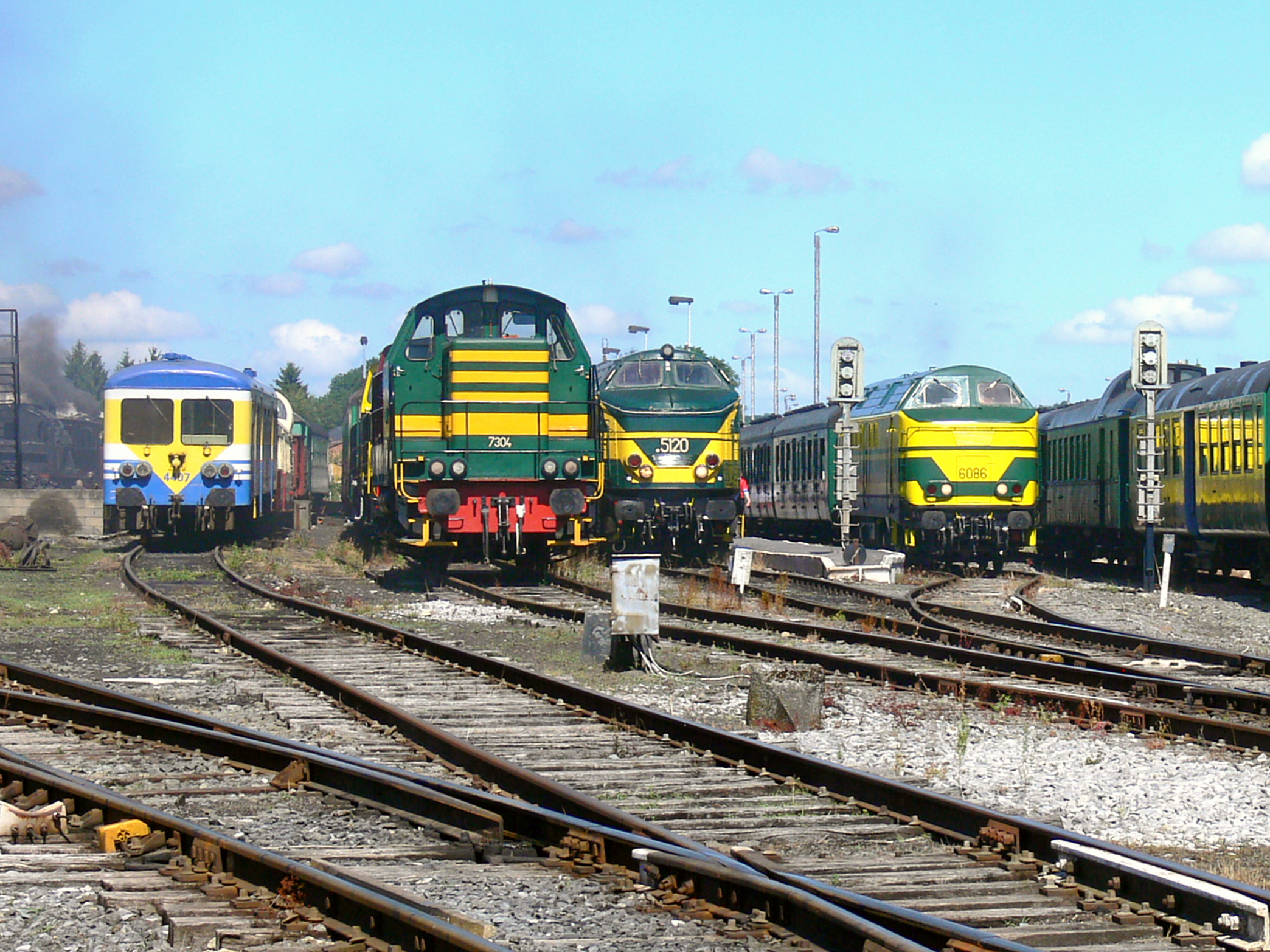
CFV3V-station Mariembourg
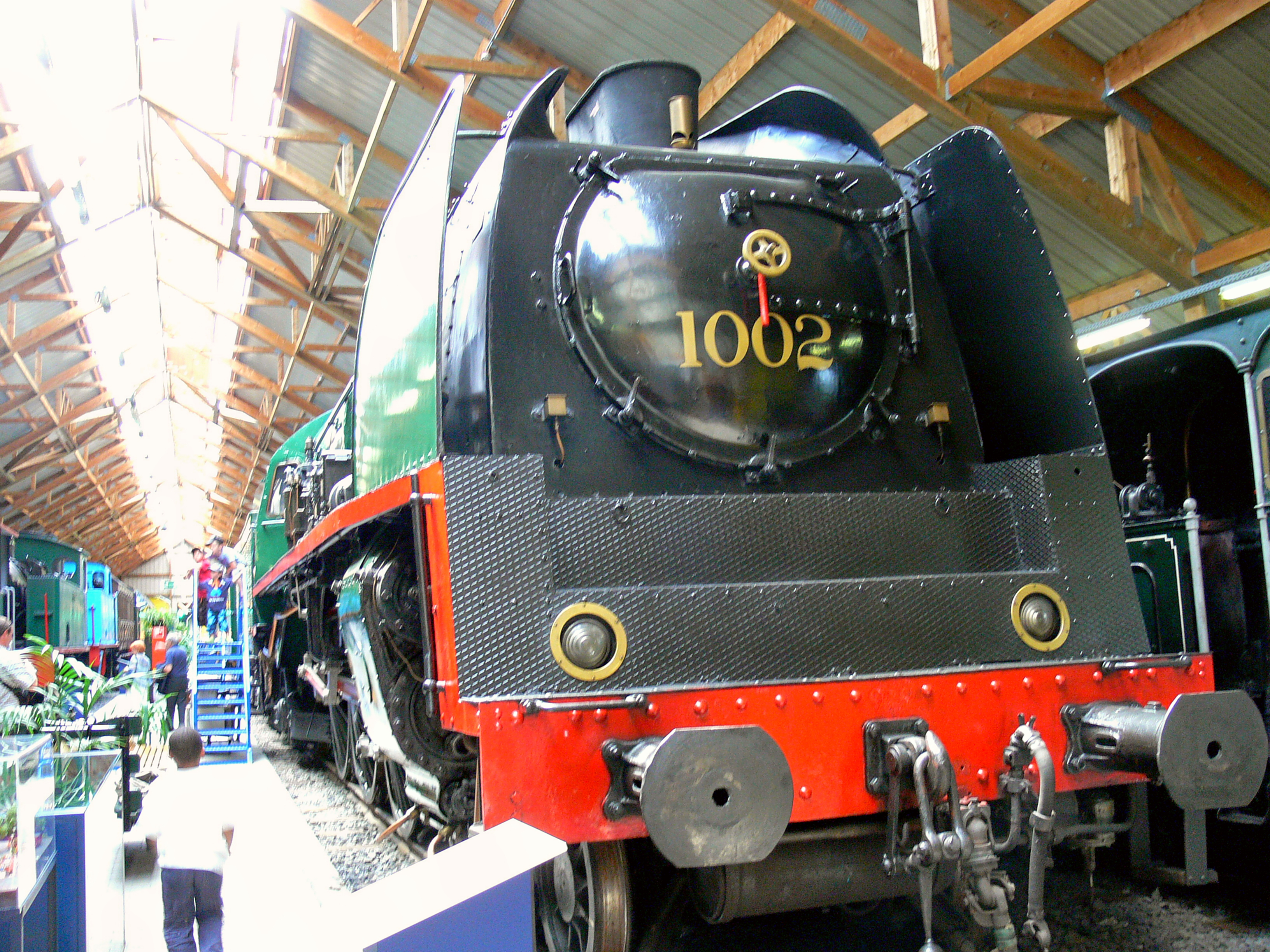
CFV3V-museum te Treignes
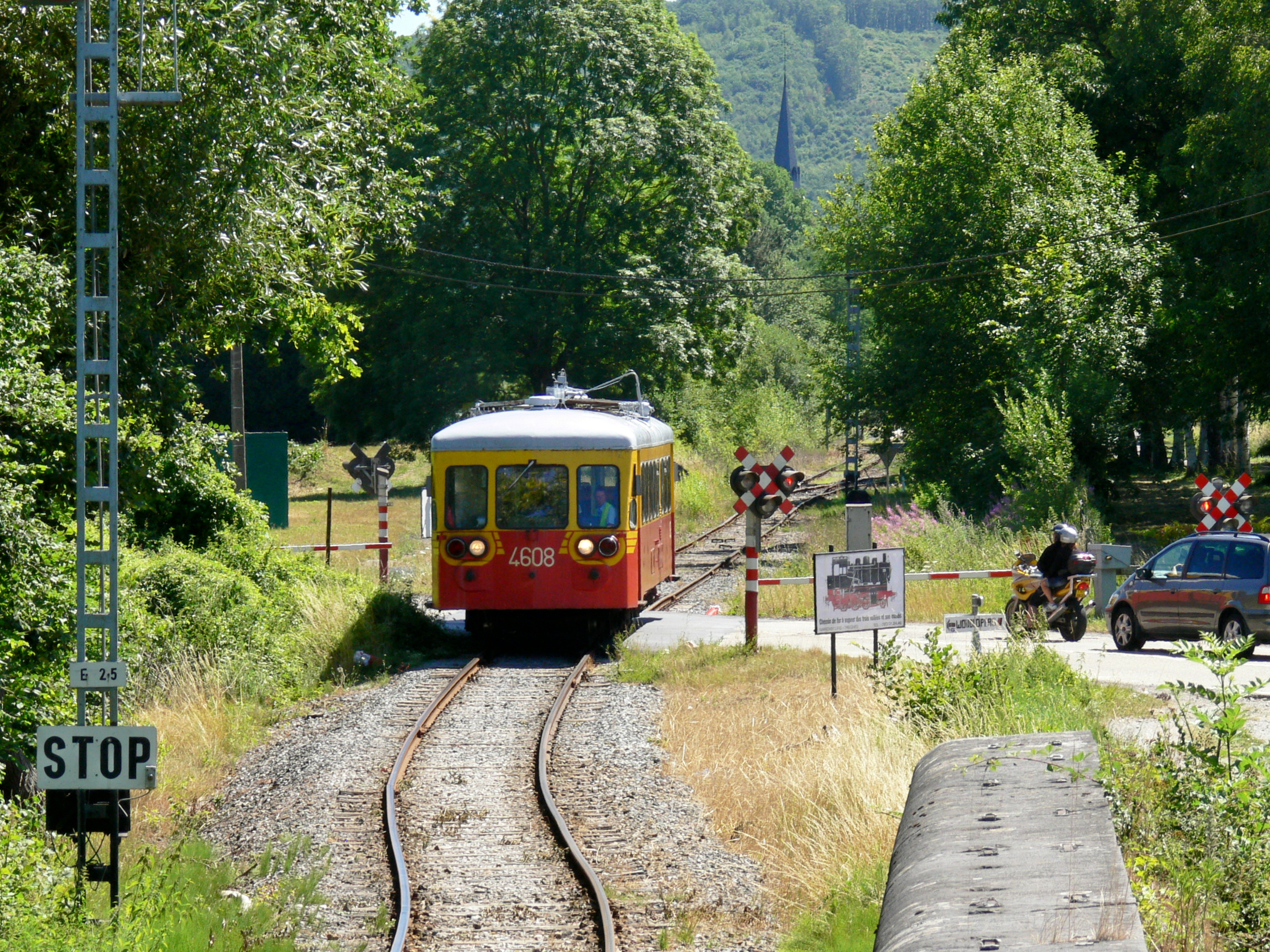
bewaakte overweg op de CFV3V-spoorlijn
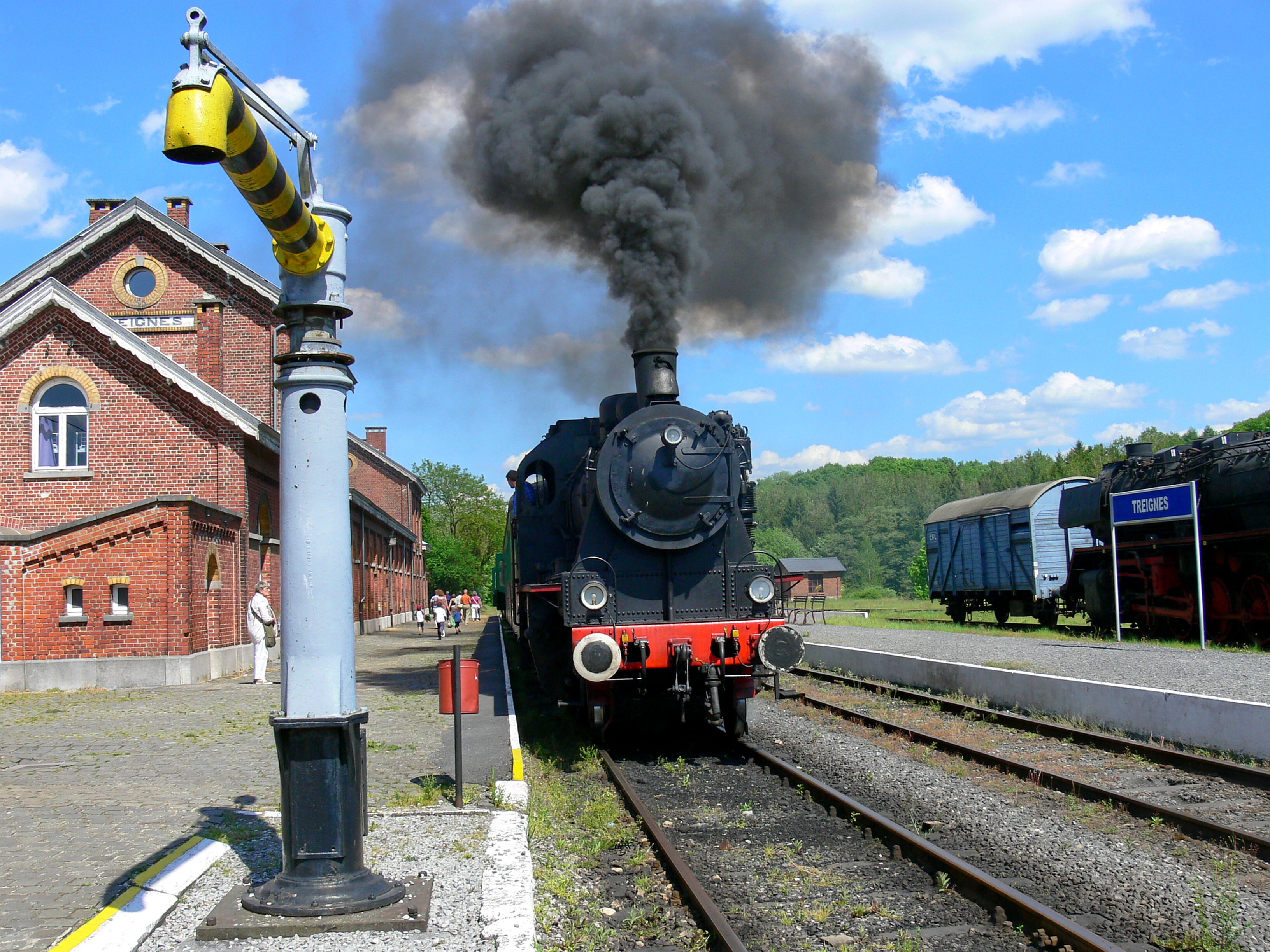
Stoomloc 158 vertrek in Treignes naar Mariembourg
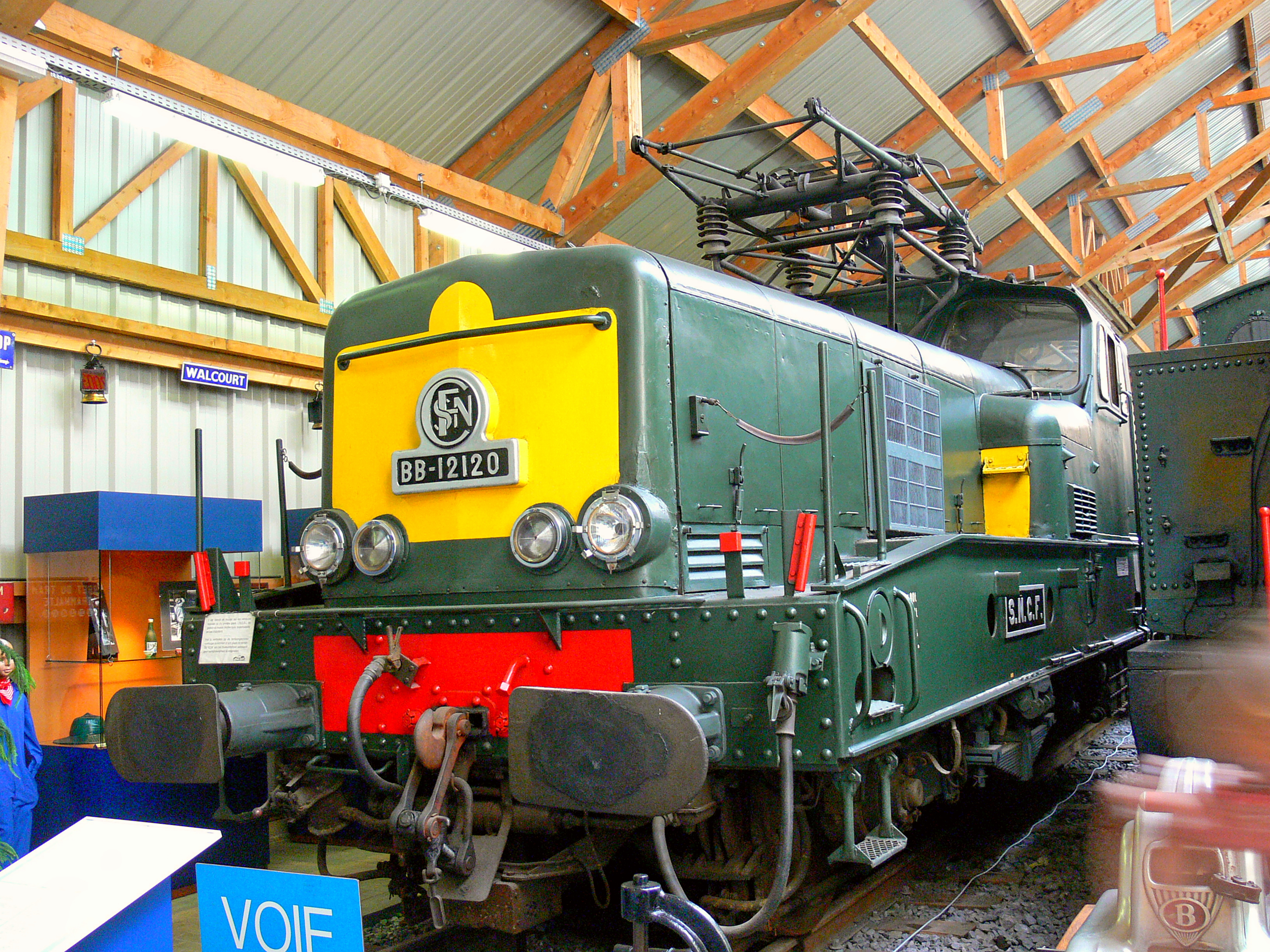
Franse elektrische loc in het CFV3V-museum te Treignes